# E. Remington & Sons
Фірма E. Remington & Sons (1816–1896) була виробником вогнепальної зброї та друкарських машинок. Фірму створив у 1816 році Еліфалет Ремінгтон в Іліоні, штат Нью-Йорк 1 березня 1873 року. Вона стала відома виробництвом першої комерційної друкарської машинки.

## Історія

### Гвинтівковий ствол
Є дві версії історії походження першого гвинтівкового стволу Ремінгтона. За однією молодий Ремінгтон бажав придбати гвинтівку, але через брак коштів зробив її сам. За іншою він викував ствол з заліза щоб побачити чи зможе зробити кращу гвинтівку ніж за ті, які продавали. В обох версіях він відніс ствол до зброяра щоб зробити нарізку.
Еліфалет II викував свій перший гвинтівковий ствол юним ковалем в 1816 році і посів друге місце в місцевому змаганні стрільців з цією гвинтівкою. Незважаючи на те, що він не виграв змагання, Ремінгтон продовжив виробництво стволів, оскільки в долині Могавків почав зростати попит на кременеві гвинтівки. З закінченням будівництва каналу Ері, який з'єднав Баффало з Олбані, торгівля в долині Могавків значно розширилися, як і попит на гвинтівкові стволи.
Щоб задовольнити потребу в гвинтівкових стволах, в 1828 році Ремінгтони перенесли свою кузню та ливарню з сільської місцевості на землі розміром 100 акрів (0,4 км²), які вони придбали вздовж каналу та річки Могавк поблизу міста, яке тоді мало назву Морган Лендінг (пізніше Іліон) у штаті Нью-Йорк. Цей переїзд збігся зі смертю старшого Еліфабета, а тому Еліфабет II сам почав керувати бізнесом.

### Поява "E. Remington & Sons"
В 1839 році до Еліфабета приєднався його старший син, Філо Ремінгтон (вони створили фірму "E. Remington & Son"); в 1845 році до них приєднався другий син, Семюел, і фірма отримала назву "E. Remington & Sons". Пізніше до них приєднався третій син, Еліфабет III. Протягом цього періоду Ремінгтони спеціалізувалися майже виключно на виробництві гвинтівкових стволів. Ці стволи мали маркування "REMINGTON" біля казенника, і були високої якості за помірну ціну. Багато, якщо не більшість, незалежних зброярів долини Могавк купували готові (але не нарізні) стволи у Ремінгтонів і встановлювали їх в зброю, яку в них замовляли клієнти. Зі зростанням попиту, Ремінгтони додавали інші деталі до свого виробництва, перші капсульні замки зроблені в англійському Бірмінгемі, але зі штампом "REMINGTON", а пізніше набори латунної фурнітури для зброї, в тому числі спускові скоби, затильники прикладів та накладні коробки. Після 1846 року основною продукціє компанії стали довгоствольна зброя, а пізніше револьвери.
В 1848 році придбала обладнання для виробництва зброї у компанії Ames Manufacturing Company з Чикопі, штат Массачусетс та взяла на себе контракт з виробництва казнозарядних капсульних карабінів Jenks для ВМС США. Ремінгтон поставив ВМС США їхню першу казнозарядну гвинтівку. Ремінгтон поставляв армії США гвинтівки під час американо-мексиканської війни (1846 - 1848). Невдовзі Ремінгтон взяв на себе невиконаний контракт (Джона Гріффіна з Цинциннаті) на виробництво 5000 капсульних гвинтівок Модель 1841 Міссісіпі. Завдяки успішному виконанню цих замовлень, в 1850-х роках фірма отримала нові замовлення.
В 1856 році компанія почала випускати сільськогосподарські знаряддя. Після смерті Еліфалета в 1861 році, його син Філо керував фірмою під час громадянської війни та розширив види продукції, які випускала компанія, почавши випуск швацьких машин (виробництво з 1870 по 1894 роки) та друкарських машинок (1873), обидві були представлені на Всесвітній виставці в Філадельфії в 1876 році. 

### Друкарські машинки Ремінгтон

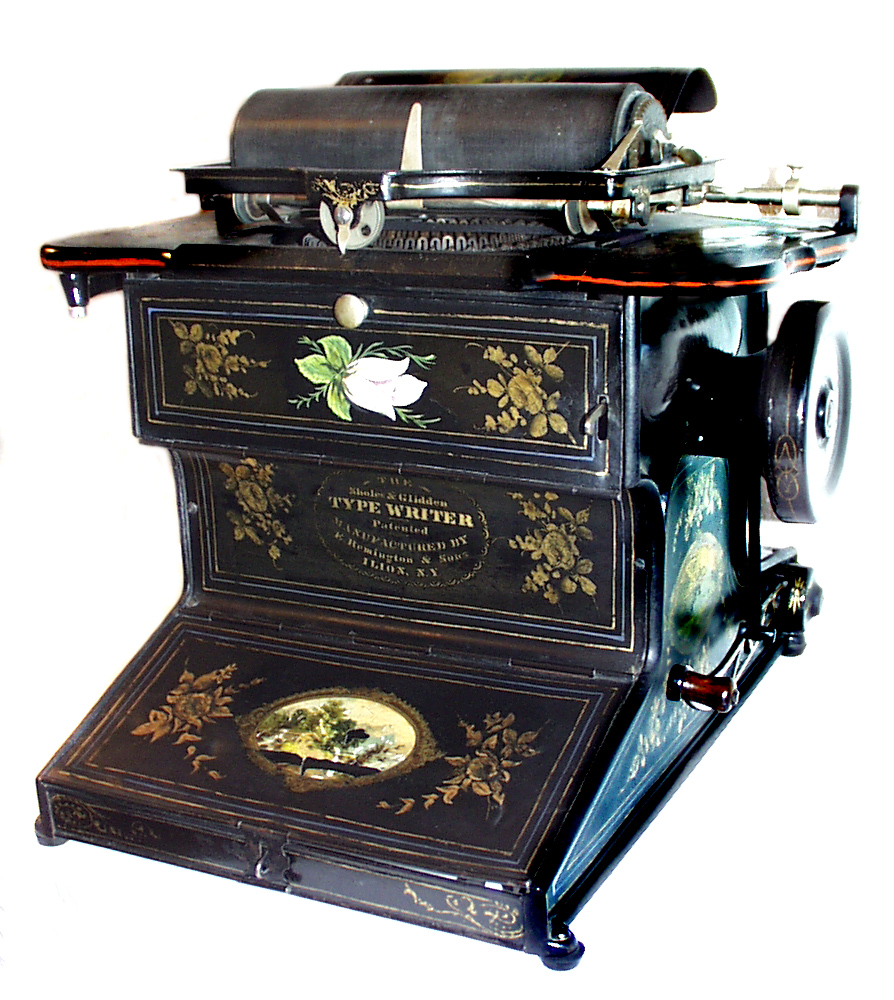
Друкарська машинка Sholes & Glidden, 1876 рік

23 червня 1868 року було видано патент Крістоферу Шоулзу, Карлосу Гліддену та Семюелю В. Соулу на "Type-Writer", яка згодом була перероблена на друкарську машинку Шоулза та Гліддена, перший пристрій, який дозволив оператору друкувати набагато швидше ніж тому хто записував текст від руки. Патент (U.S. 79,265) було продано за 12000 доларів США Денсмору та Йосту, які домовилися з фірмою E. Remington & Sons (тоді відомими виробниками швацьких машин) комерційний випуск друкарських машино Шоулза та Гліддена. Ремінгтони розпочали виробництво першої друкарської машинки 1 березня 1873 року в Іліоні, штат Нью-Йорк. В Type-Writer була представлена розкладка QWERTY, яку вигадав Шоулз, а успіх друкарської машинки Remington No. 2 1878 року випуску — першої друкарської машинки яка могла друкувати,  як великі так і малі літери завдяки клавіші shift — призвели до популярності розкладки QWERTY.

## Компанії-правонаступники

### Remington Arms
|                 |
| Remington-Rider |

|                            |
| Перероблений Remington .46 |

Компанія E. Remington & Sons була постачальник великої кількості ручної зброї, яку уряд США використовував під час громадянської війни (1861 - 1865). 7 березня 1888 року родина Ремнгтон втратила право власності на компанію E. Remington & Sons, яке було продано новим власникам Гартлі та Грем з Нью-Йорку та компанії Winchester Repeating Arms з Нью-Гейвен, штат Коннектикут, тоді ж офіційно назву було змінено на Remington Arms.
Крім того в період з 1867 по 1900 рік компанія Ремінгтон була одним з найуспішніших світових виробників зброї, особливо через експорт бойових гвинтівок Remington Rolling Block. Ці однозарядні гвинтівки великого калібру під унітарний набій з димним порохом експортували по всьому світу, в тому числи до Франції, Єгипту, Данії, Норвегії, Швеції, Бельгії, Аргентини, Мексики та Папської держави. Компанія була важливим постачальником ручної зброї, яку уряд США використовував під час Першої (участь США з 1917 по 1918 рік) та Другої світових воєн (участь США з 1941 по 1945 рік)

### Компанія Remington Typewriter

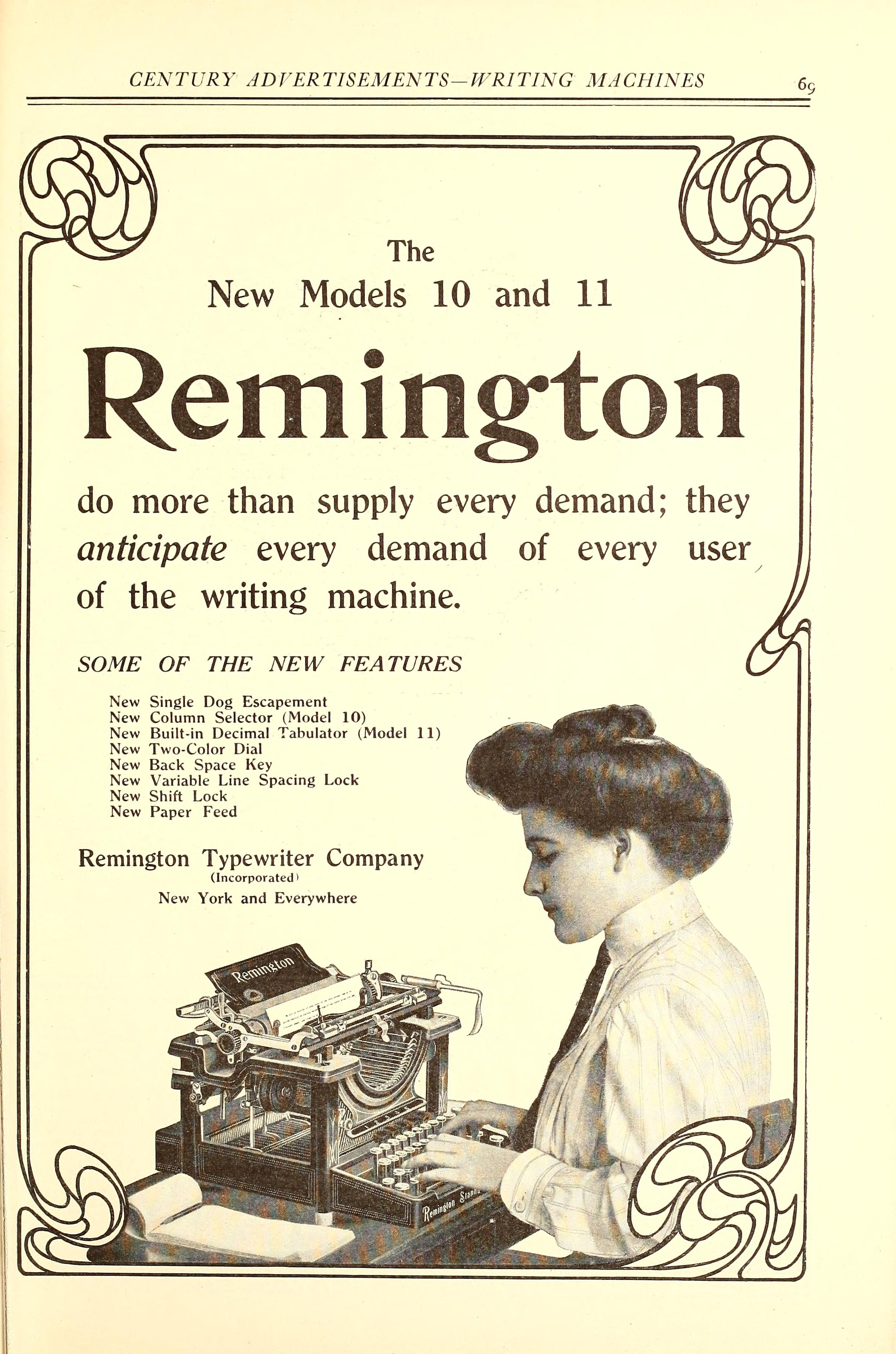
Реклама 1909 року друкарських машинок Remington No. 10 та 11

В 1886 році компанія E. Remington & Sons продала виробництво друкарських машино компанії Standard Typewriter Manufacturing Company, Inc. В тому числі й права на використання назви Remington. Покупцями були Вільям О. Вайкофф, Гаррі Г. Бенедикт та Кларенс Сіманс, всі колишні працівники Ремінгтона.
В 1902 році компанія Standard Typewriter змінила назву на Remington Typewriter Company. В 1927 році компанія об'єдналася з Rand Kardex Bureau утворивши Remington Rand, яка продовжила виробництво офісного обладнання, а пізніше стала великою комп'ютерною компанією, а також виробником електробритв.
|                    |
| Еліфалет Ремінгтон |

|                |
| Філо Ремінгтон |

|                  |
| Семюел Ремінгтон |

|                          |
| Еліфалет Ремінгтон, Мол. |